# Expedice 51
Expedice 51 byla jednapadesátou expedicí na Mezinárodní vesmírnou stanici (ISS). Expedice začala 10. dubna 2017, trvala do 2. června 2017. Byla pětičlenná, tři členové posádky přešli z Expedice 50, zbývající dvojice na ISS přiletěla v Sojuzu MS-04.

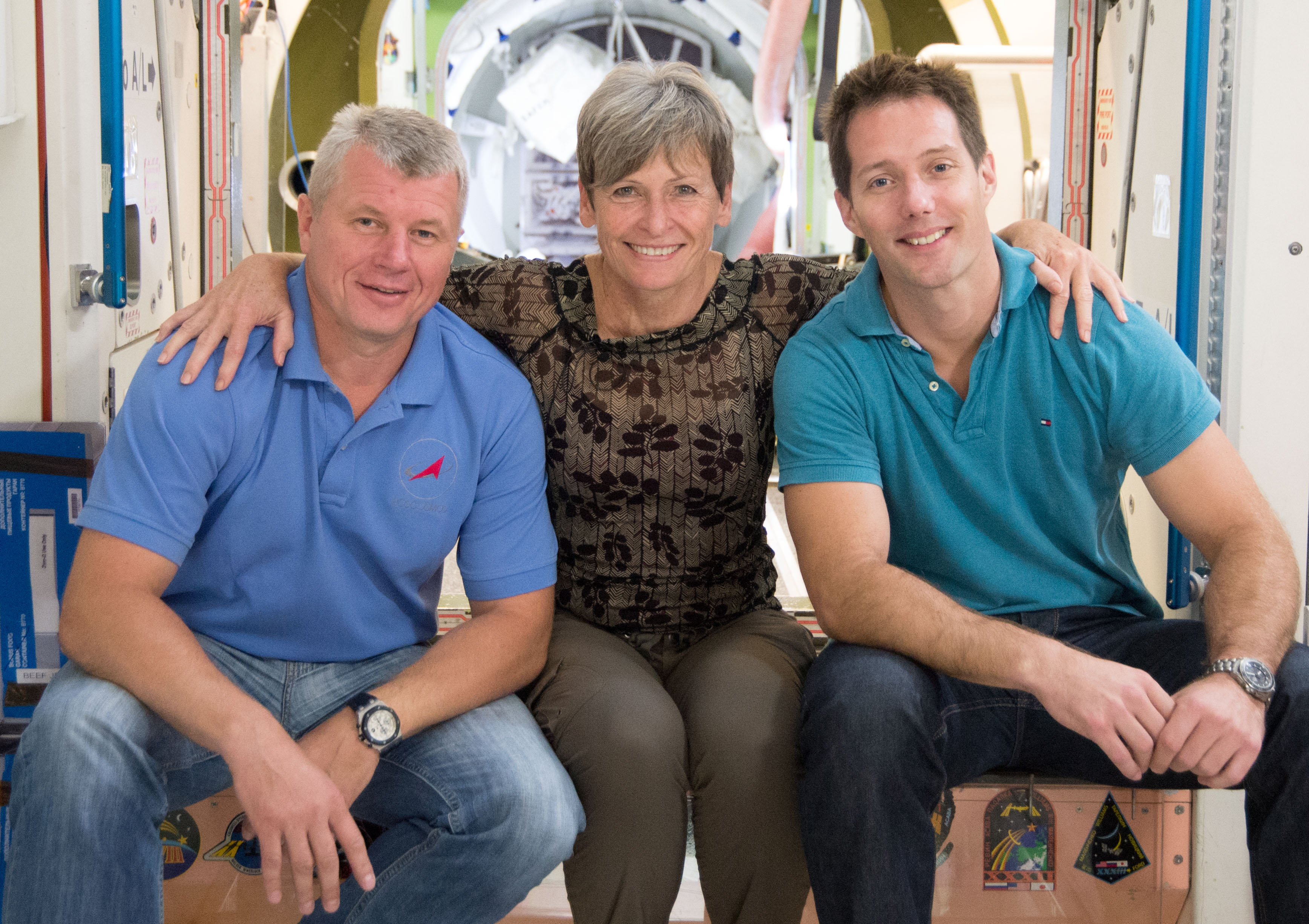
Oleg Novitskij, Peggy Whitsonová a Thomas Pesquet během výcviku.

Sojuz MS-03 a Sojuz MS-04 expedici sloužily jako záchranné lodě.

## Posádka
| Pozice          | 1. část (březen 2017)               | 2. část (březen – květen 2017)         |
| --------------- | ----------------------------------- | -------------------------------------- |
| Velitel         | Peggy Whitsonová, (3) NASA          | Peggy Whitsonová, (3) NASA             |
| Palubní inženýr |                                     | Fjodor Jurčichin, (5), Roskosmos (CPK) |
| Palubní inženýr |                                     | Jack Fischer, (1) NASA                 |
| Palubní inženýr | Oleg Novickij, (2), Roskosmos (CPK) | Oleg Novickij, (2), Roskosmos (CPK)    |
| Palubní inženýr | Thomas Pesquet (1), ESA             | Thomas Pesquet (1), ESA                |

V závorkách je uveden dosavadní počet letů do vesmíru včetně této mise.
Zdroj pro tabulku: ASTROnote.
Záložní posádka:
- Paolo Nespoli, ESA
- Sergej Rjazanskij, Roskosmos (CPK)
- Randolph Bresnik, Roskosmos (CPK)
- Fjodor Jurčichin, Roskosmos (CPK)
- Jack Fischer, NASA